# Guiers
De Guiers is een rivier in Frankrijk die ontspringt in de Chartreuse, een bergmassief in de Franse Voor-Alpen, en bij Saint-Genix-sur-Guiers uitmondt in de Rhône. De rivier is ongeveer 50 km lang, heeft een stroomgebied van 575 km² en een debiet van 16 m³/s.
In dit bergmassief stromen twee takken van de rivier, min of meer parallel van oost naar west. De hoofdstroom is de Guiers Mort die ontspringt ten oosten van Saint-Pierre-de-Chartreuse en bij Saint-Laurent-du-Pont uit het massief tevoorschijn komt en naar het noorden ombuigt.
Noordelijker stroomt de Guiers Vif die ontspringt ten oosten van Saint-Pierre-d'Entremont bij de "Cirque de St Même"; deze verlaat het bergmassief bij Saint-Christophe-sur-Guiers om iets verder, net ten westen van Les Échelles/Entre-deux-Guiers, samen te vloeien met de andere tak.
De rivier (met de noordelijke Guiers Vif tak) vormt een grens tussen de Franse departementen Savoie en Isère. Voorheen was dit een deel van de landsgrens tussen Frankrijk en het koninkrijk Sardinië. Dit heeft tot gevolg dat verschillende dorpen in twee gemeenten zijn gesplitst.
Beide takken van de rivier hebben in het bergmassief een diep dal gevormd. Via deze gorges is het bergmassief toegankelijk. Hier zijn ook verschillende grotten te bezichtigen.